# Funiculaire Yakuri
Le funiculaire Yakuri (八栗ケーブル, Yakuri Kēburu) est un funiculaire situé sur les pentes du mont Goken à Takamatsu, dans la préfecture de Kagawa au Japon. Il est exploité par la compagnie Shikoku Cable et permet l'accès au temple Yakuri-ji.

## Description
Le funiculaire se compose d'une voie unique avec évitement central.

## Histoire
Le funiculaire ouvre la 15 février 1931.

## Caractéristiques

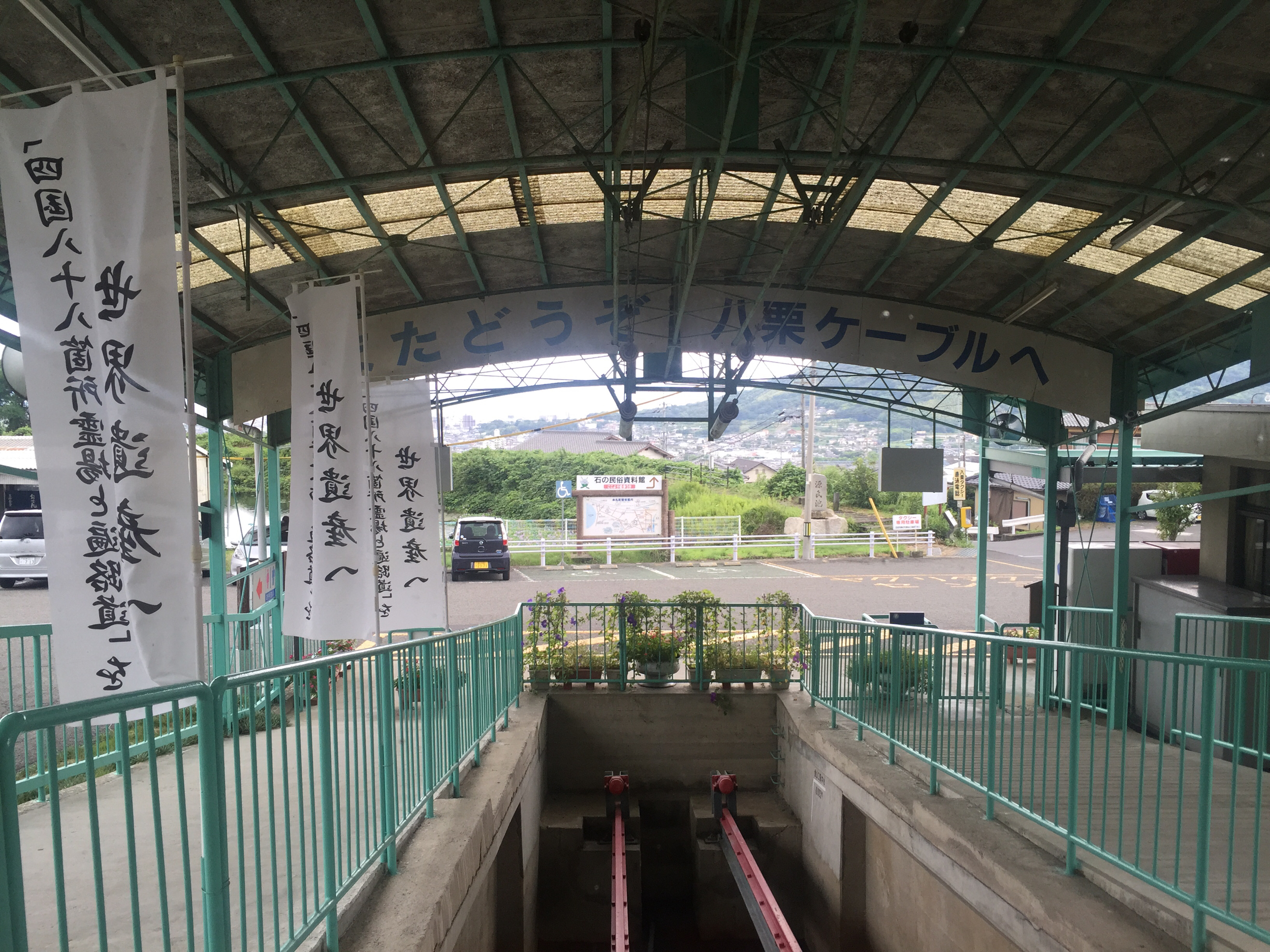
La gare basse de Yakuri-tozanguchi.

### Ligne
- Longueur : 0,7 km
- Dénivelé : 167 m
- Pente : 28,8 %
- Écartement rails : 1 067 mm
- Nombre de gares : 2

### Liste des gares
| Gare              | Nom japonais | Distance (km) | Localisation |
| ----------------- | ------------ | ------------- | ------------ |
| Yakuri-tozanguchi | 八栗登山口   | 0             | Takamatsu    |
| Yakuri-sanjō      | 八栗山上     | 0,7           | Takamatsu    |